# László Lékai

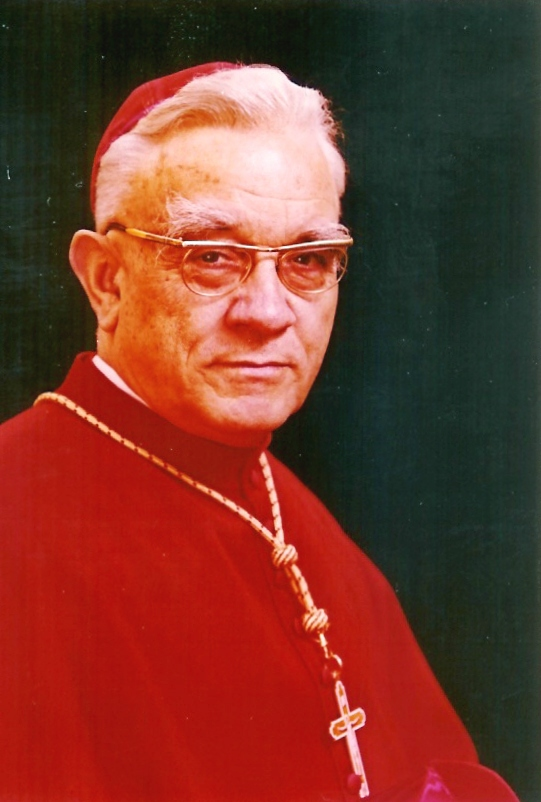
László Kardinal Lékai

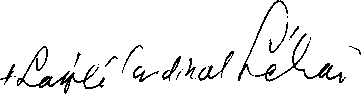
Unterschrift

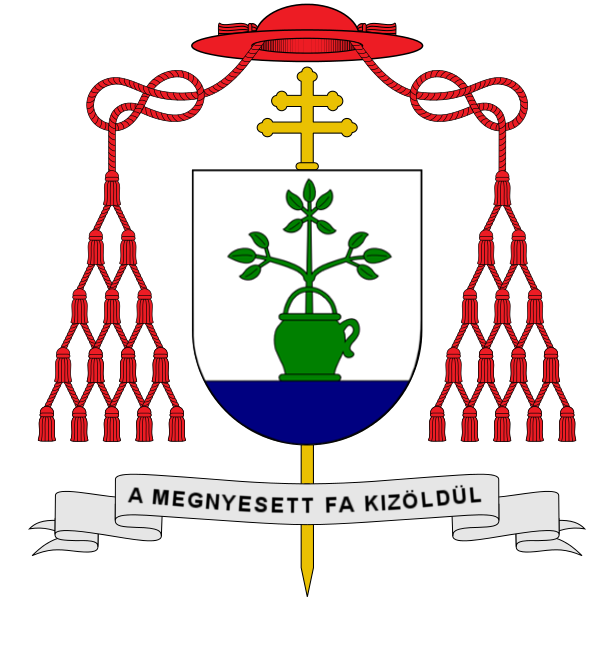
Kardinalswappen

László Kardinal Lékai (* 12. März 1910 in Zalalövő, Königreich Ungarn; † 30. Juni 1986 in Budapest) war Erzbischof von Esztergom und Primas von Ungarn.

## Leben
László Lékai studierte in Veszprém und Rom die Fächer Philosophie und Katholische Theologie. Er empfing am 28. September 1934 das Sakrament der Priesterweihe und arbeitete anschließend als Gemeindeseelsorger und Dozent in der Diözese Veszprém. In den Jahren 1943 und 1944 war er Berater und Sekretär von Kardinal József Mindszenty. Von November 1944 bis Februar 1945 saß er in einem Gefängnis des Naziregimes.
Nach dem Zweiten Weltkrieg nahm László Lékai verschiedene Aufgaben in der Diözesankurie des Erzbistums Veszprém wahr und arbeitete als Seelsorger. Zwischen 1949 und 1959 war er Gemeindepfarrer der Katholischen Kirche zur Heiligen Dreifaltigkeit in Balatonlelle. Papst Paul VI. ernannte ihn im Februar 1972 zum Titularbischof von Girus Tarasii und zum Apostolischen Administrator von Veszprém. Die Bischofsweihe spendete ihm am 16. März 1972 in Budapest József Ijjas, Erzbischof von Kalocsa; Mitkonsekratoren waren József Cserháti, Bischof von Pécs, und József Bánk, Bischof von Vác. Am 10. Februar 1976 wurde er zum Erzbischof von Esztergom-Budapest ernannt.
Wenige Monate später, am 24. Mai 1976, wurde László Lékai als Kardinalpriester mit der Titelkirche Santa Teresa al Corso d’Italia in das Kardinalskollegium aufgenommen. Er nahm in den folgenden Jahren an mehreren Bischofssynoden teil.
László Kardinal Lékai starb am 30. Juni 1986 in Budapest und wurde in der Kathedrale von Esztergom beigesetzt.

## Zum Wirken von Kardinal Lékai
Durch das Wirken von Kardinal Lekai und durch lange Verhandlungen zwischen Ungarn und dem Vatikan konnten ab 1974 einige der lange vakanten Diözesen wieder Bischöfe erhalten. Freie Ernennungen waren der Kirche jedoch bis zur politischen Wende 1989 versagt.
Die relativ guten Kontakte Lekais zum KP-Regime wurden allerdings auch kritisiert. Die Boulevardzeitung Blikk meinte sogar, er habe zeitweilig mit der kommunistischen Geheimpolizei zusammengearbeitet. Anlass für diesen Bericht war Lekais kritische Haltung gegenüber einigen katholischen Basisgemeinden, die vor möglicher Verfolgung in den Untergrund ausgewichen waren – insbesondere der Basisgemeinschaft Bokor, einer Gründung des Piaristen-Paters György Bulanyi von 1948.

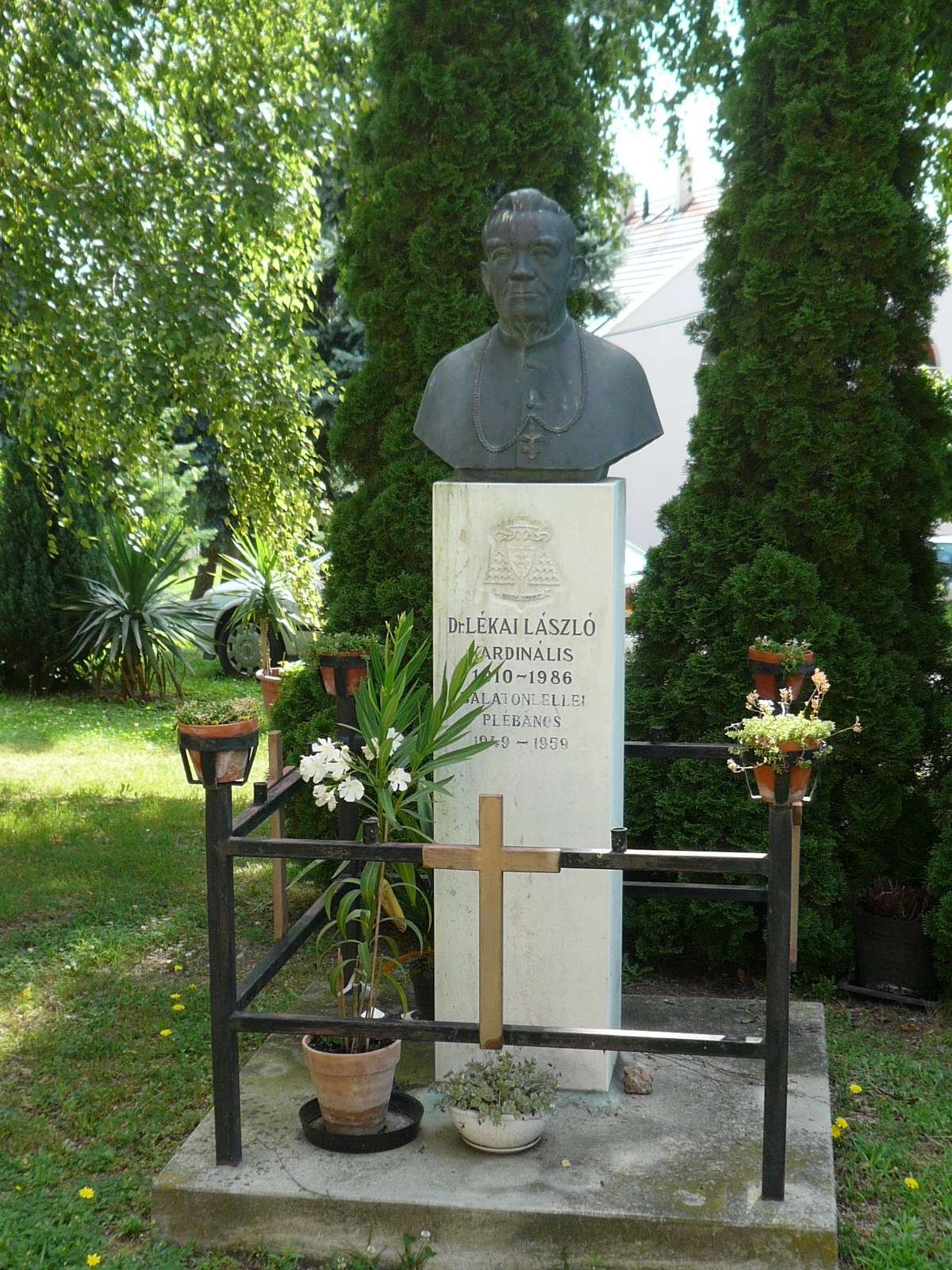
Denkmal im Pfarrgarten neben der Katholischen Kirche von Balatonlelle

Als Nachfolger des vom KP-Regime verfolgten József Kardinal Mindszenty gelang es Lékai, 20 Jahre nach dem Ungarischen Volksaufstand das Klima zwischen Katholiken und Kommunisten zu entspannen und der Kirche Freiräume zu sichern.